# كريستيانا ماريانا فون تسيغلر
كريستيانا ماريانا فون تسيغلر (بالألمانية: Christiana Mariana von Ziegler)‏ هي صاحبة صالون أدبي وكاتِبة وشاعرة ألمانية، ولدت في 28 يونيو 1695 في لايبزيغ في ألمانيا، وتوفيت في 1 مايو 1760 في فرانكفورت في ألمانيا.

## وصلات خارجية
- كريستيانا ماريانا فون تسيغلر على موقع ميوزك برينز (الإنجليزية)
- كريستيانا ماريانا فون تسيغلر على موقع ديسكوغز (الإنجليزية)